# Gardien des cygnes de la Reine
Gardien des cygnes de la Reine est une ancienne fonction de la cour royale du souverain d'Angleterre, plus tard de la Grande-Bretagne et enfin du Royaume-Uni. 

## Histoire
La fonction de gardien date du XIIIe siècle ; elle est occupée par trois éleveurs de cygnes, et leur principale activité est liée au prélèvement de cygnes (en) annuel sur la Tamise. 
Le titre est aboli en 1993 lorsqu'il est remplacé par deux nouveaux, gardien des cygnes et marqueur des cygnes.

## Liste des gardiens des cygnes du Roi et de la Reine (à compléter)
- Captain John Turk, MVO 1963–1993
- Frederick Thomas Turk, MVO c.1938